# Lac Miroir
Le lac Miroir (ou lac des Prés Soubeyrand) se trouve à 2 215 m d'altitude, dans la commune de Ceillac, sur l'itinéraire du GR 5 dans le parc régional du Queyras, dans les Hautes-Alpes.
Il se situe en dessous du lac des Rouites et du lac Saint-Anne.